# Duisky
Duisky (en gaélique écossais : Dubh-uisge, soit « eau noire ») est un petit hameau sur la rive sud du loch Eil, directement en face de Fassfern, et à environ six milles (dix kilomètres) à l’ouest de Fort William, qui est également sur la rive sud du loch Eil, dans la région de Lochaber, dans les Highlands écossais. Il se trouve dans la région du conseil écossais de Highland.